# Martin Braukmann
Martin Braukmann (* 1960 in Hannover) ist ein deutscher Rechtsanwalt und Politiker (AfD).

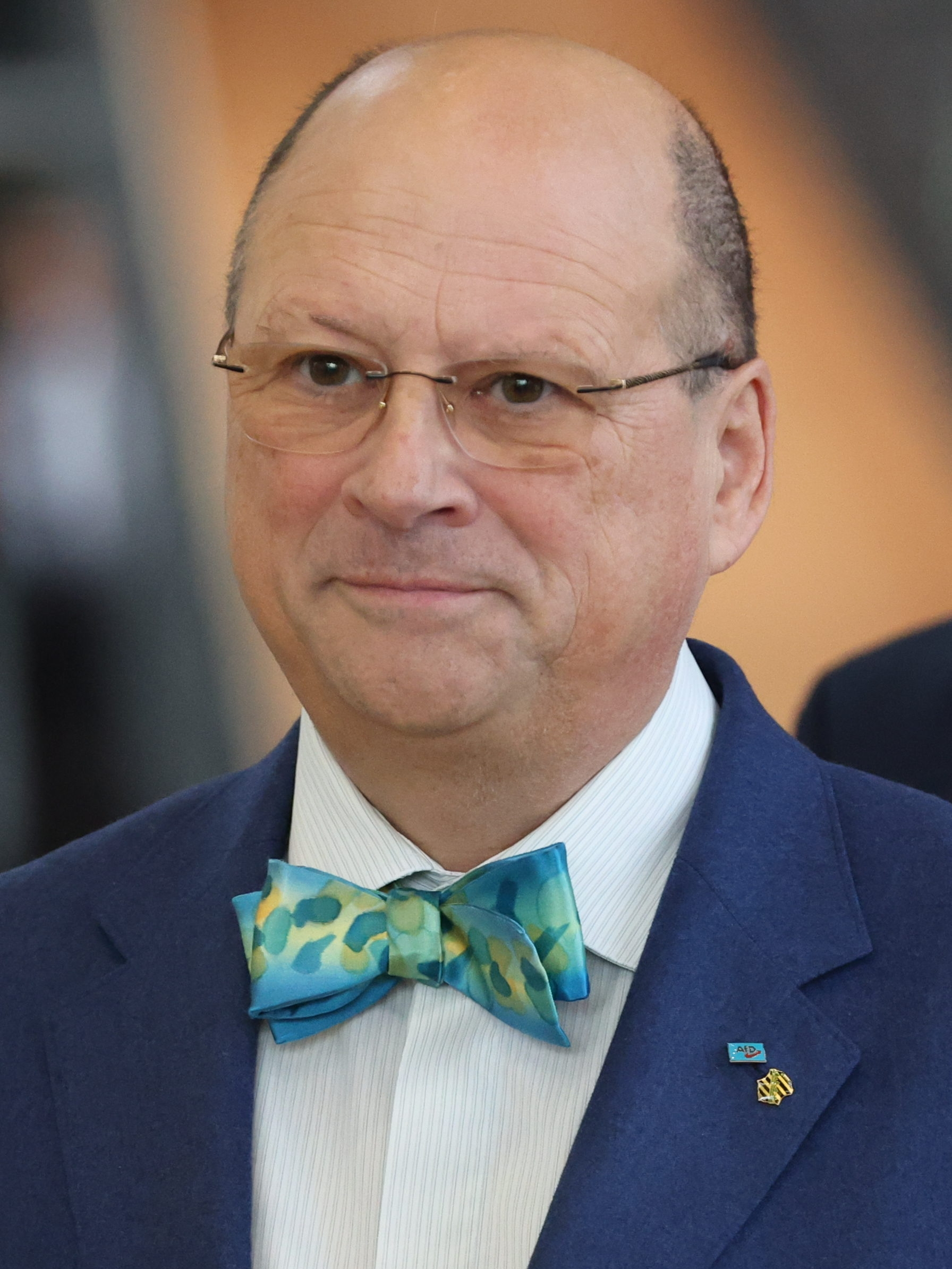
Martin Braukmann (2024)

## Leben und Beruf
Martin Braukmann absolvierte nach seinem Abitur zunächst eine Banklehre und studierte danach Jura. 1992 wurde er in Dresden als Anwalt zugelassen und praktiziert als selbständiger Rechtsanwalt mit den Schwerpunkten Bau- und Arbeitsrecht in Dresden und Pirna.
Braukmann hat seinen Wohnsitz in Dresden, ist verheiratet und hat zwei Kinder.

## Politik
Braukmann ist seit 2017 Mitglied der Alternative für Deutschland (AfD).
Seit 2018 ist er Richter am Bundesschiedsgericht der AfD, welches über interne Streitigkeiten, insbesondere über Ordnungsmaßnahmen gegen Mitglieder, entscheidet und ist derzeit Vorsitzender der 1. Kammer.
Seit 2019 ist er Mitglied im Ortschaftsrat Langebrück.
Zur Bundestagswahl 2021 trat er für die AfD in Sachsen auf Listenplatz 12 an, was für den Einzug in den 20. Deutschen Bundestag nicht ausreichte. 
2024 bewarb er sich bei der Sächsischen Landtagswahl um ein Direktmandat für die AfD im Wahlkreis 51 (Sächsische Schweiz-Osterzgebirge 4) und konnte dieses mit 45,1 % der Stimmen für sich gewinnen. Damit zog er in den 8. Sächsischen Landtag ein. In der Funktion als Landtagsabgeordneter ist er dort stellvertretender Vorsitzender im Ausschuss für Geschäftsordnung und Immunitätsangelegenheiten, Mitglied im 1. Untersuchungsausschuss „Untersuchung der Krisenpolitik der Staatsregierung im Zusammenhang mit SARS-CoV-2 und COVID-19“ und Mitglied im Ausschuss für Verfassung, Recht und Europa.

## Kontroversen
Martin Braukmann hat 2023 im Kontext des Streitfalls um die Nichtzulassung der AfD zur Bremer Bürgerschaftswahl innerhalb der AfD öffentliche Kritik erfahren. Dabei wurde ihm in internen Anträgen vorgeworfen, durch sein Handeln als Vorsitzender des Bundesschiedsgerichts maßgeblich dazu beigetragen zu haben, dass die Partei in Bremen von der Wahl ausgeschlossen wurde. Kritiker innerhalb der Partei forderten daraufhin sogar seinen freiwilligen Rücktritt aus dieser Position.